# 297. пешадијска дивизија (Немачка)
297. пешадијска дивизија Вермахта формирана је током пролећа 1940. од регрута осмог мобилизацијског таласа. Борила се у саставу немачких снага на Источном фронту. Уништена је код Стаљинграда јануара 1943.
Током пролећа 1943. у Француској формирана је нова дивизија под истим бројем као њена наследница. У јуну 1943. пребачена је у Србију. Током јула њени батаљони коришћени су приликом покушаја уништавања формација ЈВуО на Руднику, Маљену и Медведнику, а у августу на Копаонику.
Крајем августа 1943. дивизија је пребачена у северну Албанију у склопу операција запоседања бивше италијанске војне зоне и разоружавања италијанских јединица. Ушла је у састав 21. армијског корпуса Друге оклопне армије. Учествовала је у операцијама против НОВ Албаније и јединица НОВЈ у западној Македонији и Метохији.
Почетком септембра 1944. 297. дивизија играла је главну улогу у немачком поседањну Македоније приликом повлачења Бугарске из рата. 15. септембра 1944. 21. армијски корпус је у склопу померања немачких снага потчињен Групи армија Е. У том периоду 297. дивизија била је изложена знатном притиску снага НОВЈ и НОВ Албаније. Њени мањи састави били су упућени на Краљевачки мостобран као појачање снагама Корпус "Милер". Главнина дивизије се под притиском и уз губитке евакуисала из Албаније и концентрисала у области Подгорице. Имала је носећу улогу у пробоју током децембра према северу под драматичним околностима, уз помоћ 22. дивизије 91. корпуса.
Од краја јануара 1945. дивизија је учествовала у операцијама између Саве и Драве, а у марту 1945. учествовала је у немачкој офанзиви Фрилнгсервахен (пролећно буђење) у јужној Мађарској. Након операције остала је под командом Групе армија Југ. Ратни пут завршила је у Аустрији предајом снагама Црвене армије.